# Herzmansky
Herzmansky was een bekend warenhuis in Wenen. Het werd in 1863 opgericht door koopman August Herzmansky en bevond aan de Mariahilfer Straße 26-30 / Stiftgasse 3 in het zevende Weense district Neubau. Sinds 1998 is er een Peek & Cloppenburg-filiaal gevestigd.

## Geschiedenis

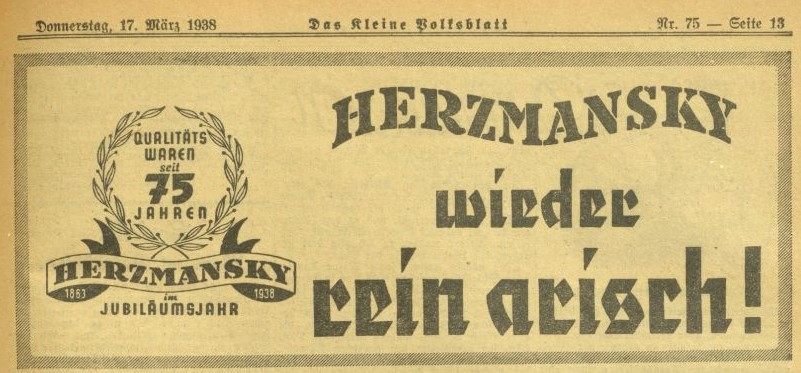
De “Arisering” van Herzmanski in maart 1938 na de annexatie van Oostenrijk in dezelfde maand – tevens een reclame voor het 75-jarig jubileum

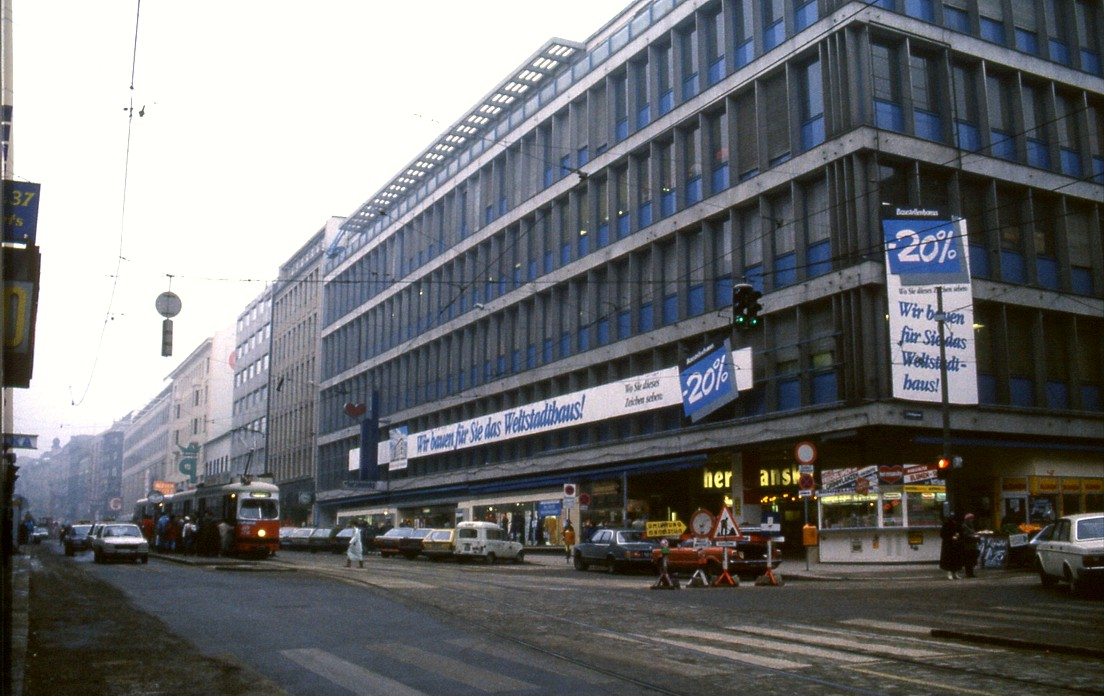
Herzmansky aan de Mariahilfer Straße/Stiftgasse in 1987

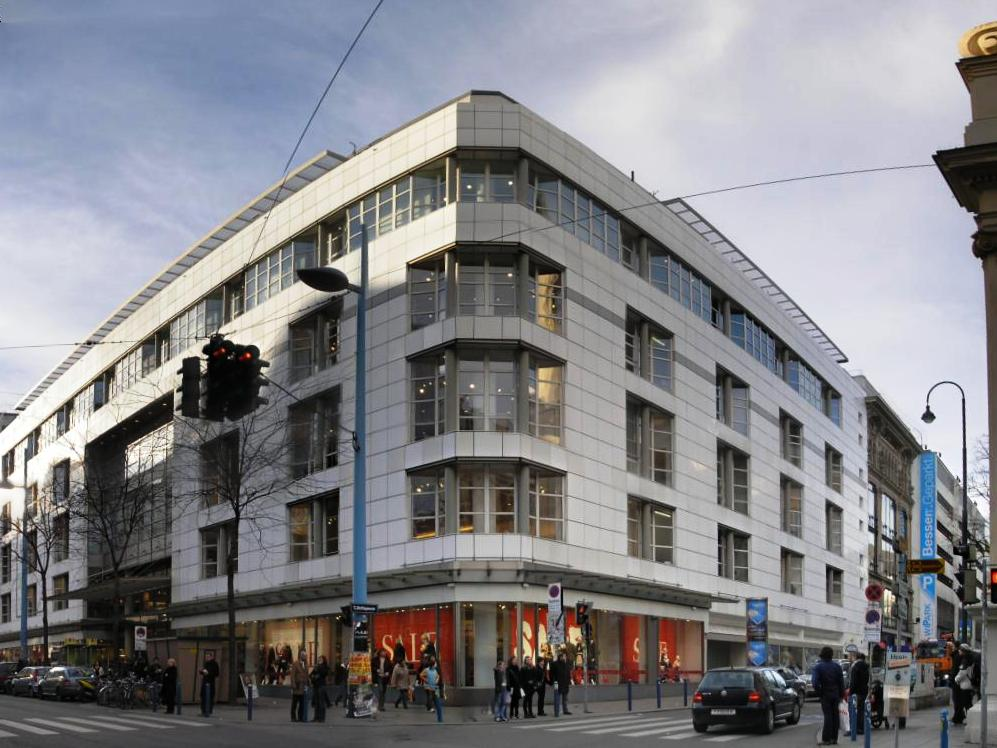
De voormalige Herzmansky aan de Mariahilfer Straße / Stiftgasse, anno 2008 een filiaal van Peek & Cloppenburg

August Herzmansky (1834–1896) kwam in 1848 vanuit zijn geboorteplaats Odrau, naar Wenen en opende in 1863 een textielwinkel aan Kirchengasse 7. Alfred Gerngross, een voormalig werknemer van August Herzmansky, opende in 1879 zijn eigen stoffenwinkel onder de naam Gerngross. Na een korte periode van concurrentie probeerden de twee bedrijven samen te werken, maar dit lukte niet en daarom werd de samenwerking in 1881 beëindigd. Zowel Gerngross als Herzmansky probeerden vervolgens een dominante speler te worden. Beide bedrijven breidden succesvol uit met het concept dat destijds terrein won in de grote Europese steden: vaste prijzen en hoge omzetten met beperkte marges. Het warenhuis Herzmansky breidde zich in 1892 uit naar de Mariahilfer Straße en werd in 1897–1898 gebouwd naar een ontwerp van de architect Maximilian Katscher (1858–1917).  De oprichter van het bedrijf, August Herzmansky, maakte de opening echter niet mee: hij stierf kinderloos op 5 december 1896.
Herzmansky werd het grootste textielwarenhuis van Oostenrijk-Hongarije. Vervolgens kende het een bewogen geschiedenis met veel eigendomswisselingen.
Na de dood van de oprichter van het bedrijf namen zijn neven Johann (1857–1924) en Eduard Herzmansky (1852–1911) de leiding van het bedrijf over, maar waren niet bijzonder succesvol. Gedurende deze periode vestigde Gerngross zich in een dominant art-nouveaugebouw (1904) aan de Mariahilfer Straße. In 1906 vertrokken de neven, en nam Johann Falnbigl (1866–1932) de leiding over en werd partner. Onder Falnbigl werden in 1908 en 1928 grote uitbreidingen gebouwd. Na de dood van Falnbigl op 7 februari 1932 nam zijn zoon Wilfried kort de leiding over, maar vertrok in 1933 als persoonlijk aansprakelijke partner.
Max Delfiner leidde het bedrijf Herzmansky als enige eigenaar van 1933 tot 1938. Toen Oostenrijk werd geannexeerd vond er een arisering plaats ten gunste van de textielproducenten Rhomberg en Hämmerle uit Dornbirn, en moest de familie Delfiner emigreren. Van 1938 tot 1940 leidde de aankoop van het huis aan de Mariahilfer Straße 30 tot een uitbreiding van de verkoopoppervlakte en het aantal medewerkers tot destijds 700 personen. Tijdens de Slag om Wenen in april 1945 werd het warenhuis aanzienlijk beschadigd.
Op 8 november 1948 ontving de rechtmatige eigenaar Max Delfiner zijn bezittingen terug. Zijn zoon Henry nam de leiding van het bedrijf over. In 1957 verkocht de familie Delfiner het warenhuis aan Duitse Hertie-groep, waarna grote delen werden gesloopt en gemoderniseerd. In 1965 verkocht Hertie het warenhuis aan een consortium bestaande uit General Shopping SA, CA-Bankverein, Turicum AG, Interhansa en Durum AG. Dit consortium verwierf in 1966 ook het warenhuis Gerngross. In 1969 vond er een juridische fusie plaats tussen Gerngross en Herzmansky.
In 1971 werden de twee warenhuizen weer verkocht. De koper was een consortium met onder meer de Zwitserse warenhuisgroep Jelmoli, Creditanstalt -Bankverein, Norddeutsche Landesbank en Internationale Treuhand AG.
In de jaren zeventig begon de internationale warenhuiscrisis zich langzaam voelbaar te maken in Wenen. De opkomst van de autp zorgde voor een opkomst van winkelcentra in de voorsteden met toegang tot snelwegen en voldoende parkeergelegenheid. Als gevolg hiervan trof het steeds meer de klassieke binnenstaden. 
Op 1 januari 1984 werd het warenhuis overgenomen door Konsum Österreich. Van 1986 tot 1988 werd Herzmansky omgebouwd en uitgebreid tot een ‘kosmopolitisch warenhuis’ voor 250 miljoen schilling. Deze investeringen waren geen commercieel succes. Konsum Österreich ging na tientallen jaren van achteruitgang failliet en in 1996 gingen de Gerngross Group en daarmee Herzmansky naar een consortium bestaande uit de Palmers-textielgroep en Hans Schmid, de exploitant van het reclamebureau GGK. Terwijl het warenhuis Gerngross in februari 1997 werd heropend na renovatiewerkzaamheden terwijl de activiteiten doorgingen, werd het warenhuis Herzmansky op 12 juli 1997 gesloten.
Herzmansky werd in 1998 verkocht aan de Düsseldorfse modeketen Peek & Cloppenburg . Op 4 maart 1998 opende Peek & Cloppenburg's Welstadthaus in het Herzmansky-gebouw. Omdat de naam niet meer werd gebruikt, kwam er voorlopig een einde aan de lange geschiedenis van warenhuis Herzmansky. 

## Afbeeldingen

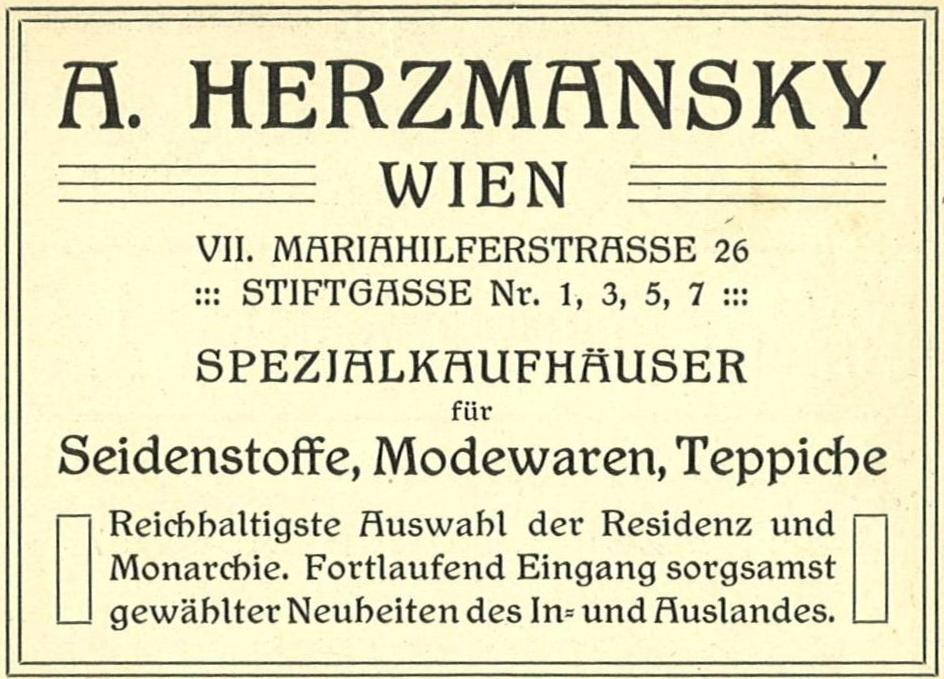
Advertentie uit 1906
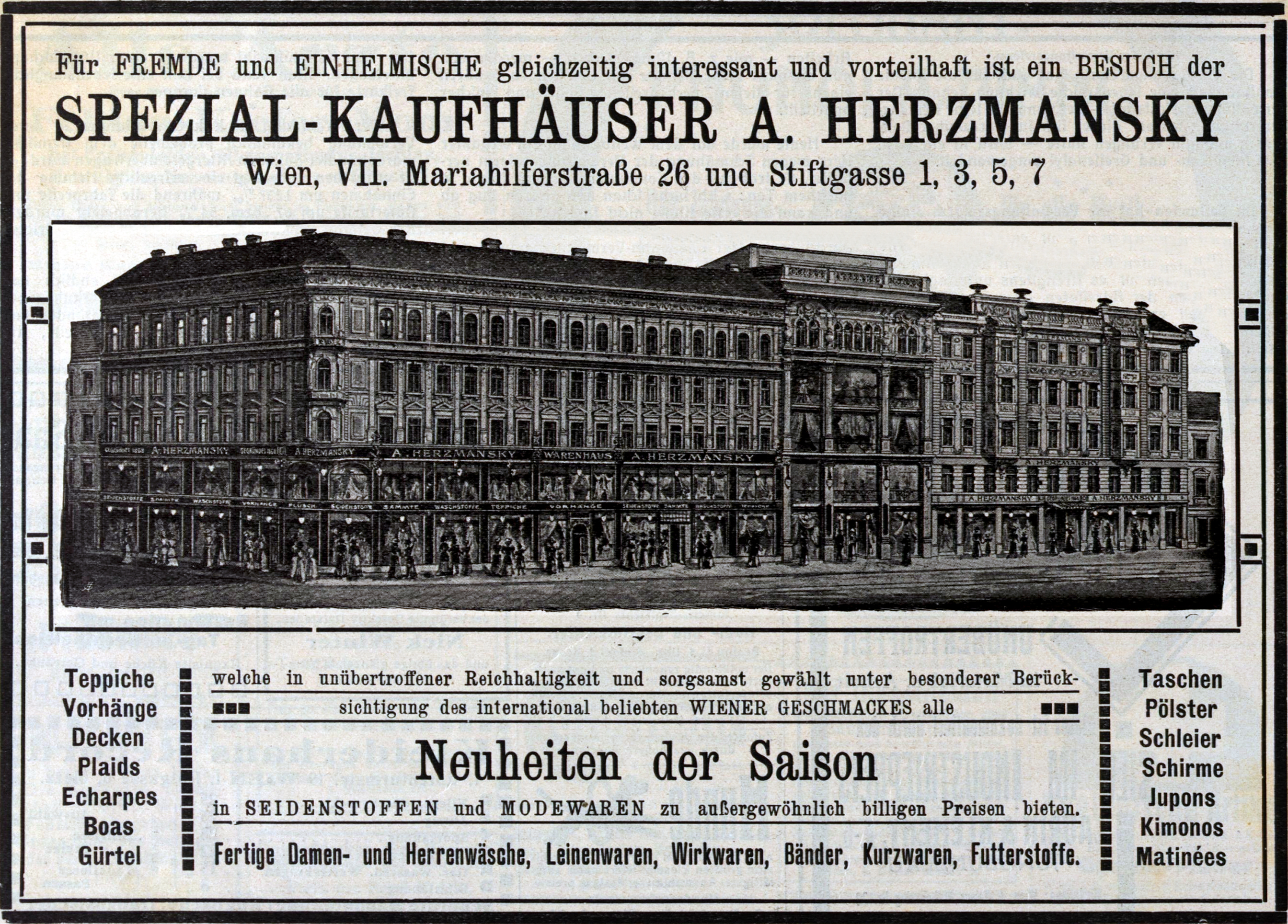
Advertentie in Die Muskette, 1912
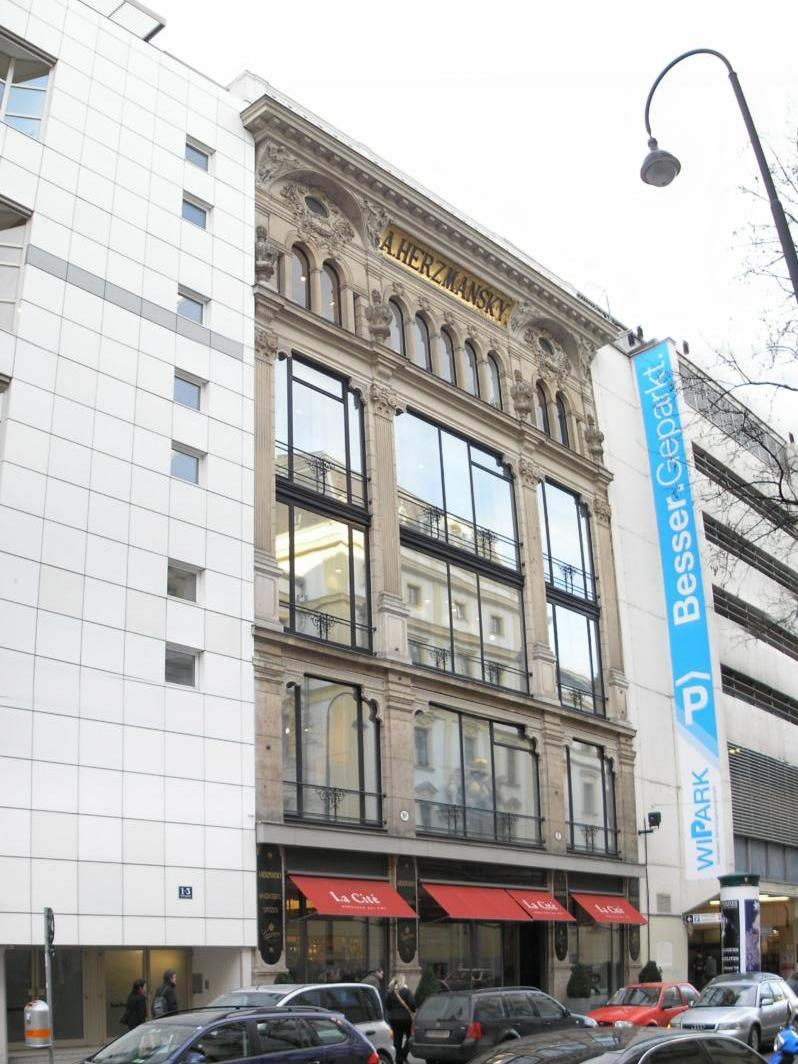
Het oorspronkelijke oprichtersgebouw aan de Stiftgasse 3, de inscriptie is nu bovenaan in goud
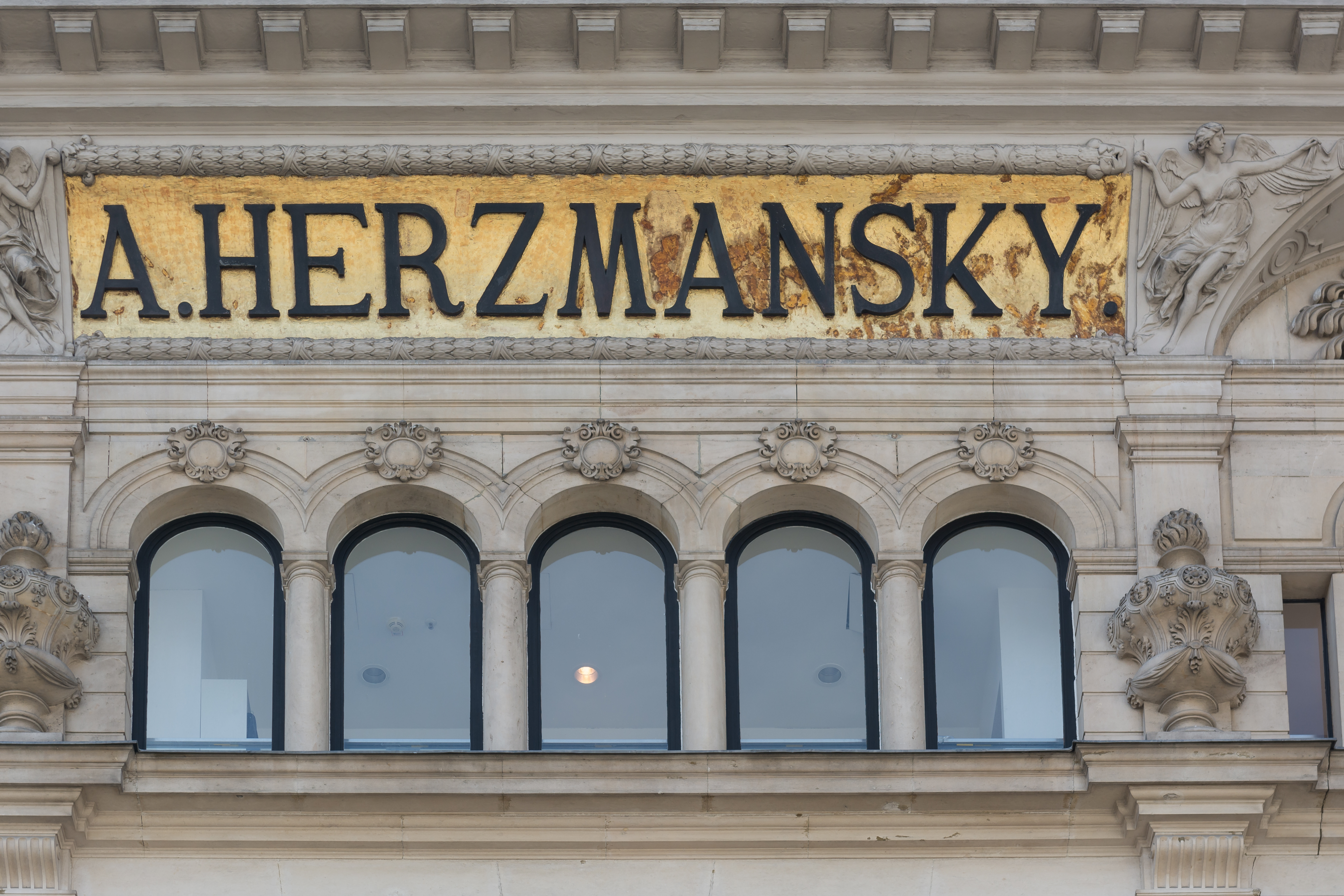
De inscriptie op het huis aan de Stiftgasse 3